# Yves-Dominique Mesnard
Pour les articles homonymes, voir Mesnard.
Yves-Dominique Mesnard, né le 20 août 1909 à Perros-Guirec (Côtes-d'Armor) et mort le 3 mars 1987 dans le 14e arrondissement de Paris est un prêtre dominicain français.
Membre de l'Académie de marine, il est aumônier de la Marine nationale, de plusieurs associations et créateur des associations Jeunesse et Marine et Cap vrai.

## Biographie
Yves-Dominique Mesnard, connu aussi sous le nom de père Yves Mesnard ou simplement père Mesnard, naît le 20 août 1909 à Perros-Guirec dans le département des Côtes-d'Armor avec les prénoms d'Yves Louis.
Ordonné prêtre dans l'ordre des Prêcheurs le 6 juillet 1932 à l'abbaye du Saulchoir de Kain en Belgique, il consacre toute sa vie à l'apostolat maritime,.
Aumônier de plusieurs associations, il participe avec elles à de nombreuses activités et pèlerinages, notamment en 1950 en tant qu'« aumônier national » de la « Jeunesse maritime chrétienne »,.

Ses actions ont permis de faire découvrir la mer à des milliers de jeunes, dont certains sont devenus célèbres.
« Le père Mesnard a su toucher des foules d'enfants et de jeunes gens et jeunes filles, jeunes hommes et jeunes femmes, qu'il a éveillés ou réveillés aux vertus de la voile, de l'effort marin, de l'esprit d'équipe » Henri Queffélec.
En 1941, avec la Jeunesse maritime chrétienne, il ouvre la première école d'apprentissage maritime pour les mousses à Grandcamp. En 1946, il est aumônier maritime pour l'Afrique du nord, à Alger. En 1955, déjà aumônier du groupe Charcot du scoutisme marin, et à la demande du père Forestier, il est nommé « aumônier général des Scouts marins » des Scouts de France,. Le 22 mai 1959, il crée l'association de voile Jeunesse et Marine,. De 1962 à 1968, il organise des stages de découverte de la mer sur le trois-mâts Duchesse Anne. En 1976, il crée l'association « Cap Vrai »,,, qu'il dirige ensuite,. Avec cette association, il instaure la même année une messe dominicale au Salon nautique international de Paris,, pratique qui s'étendra par la suite à d'autres événements nautiques.
En 1979, la Marine Nationale lui confie le fort de l'Alycastre sur l'île de Porquerolles, où il habite de nombreuses années et installe une base nautique.
Il meurt le 3 mars 1987 dans le 14e arrondissement de Paris.

## Distinction
Yves-Dominique Mesnard est membre de l'Académie de marine.

## Citations
Au sujet de la mer : 
« Elle est source de beauté et de contemplation. Elle ouvre à l'homme la chance de découvrir une dimension spirituelle sans laquelle il ne peut survivre, »
 « La Mer est un lieu de solidarité . C’est ensemble qu’on l’affronte. La fraternité de la Mer se vit par l’entraide, le respect la tolérance,. »
« Dieu a créé la mer pour le service de l’humain. La mer s’offre à l’homme d’abord pour sa vie et sa survie : la mer est nourricière à travers le travail des marins pêcheurs »

## Publications
- Mes racines sont dans la mer
Yves-Dominique Mesnard (préf. Henri Queffélec, ill. Couverture Pierre Fleury, Dessins Jean-Olivier Héron), Mes racines sont dans la mer, Paris, France-Empire, 1982
Recension dans la revue Marine de l'association centrale des officiers de réserve de l'Armée de mer, no 117, p. 75, octobre 1982, [lire en ligne].
Recension dans la revue Cols Bleus, no 1712, p. 24, [lire en ligne].
- Les Valeurs éducatives de la mer, monographie reprise en annexe 1 dans son livre Mes racines sont dans la mer
Yves Mesnard, Les Valeurs éducatives de la mer, Académie de marine, 1974BSHMV - Bibliothèque du Service historique de la Défense - Vincennes, Exemplaire SHD000247516000011, Cote VI-3S4388

## Hommages
Yves-Dominique Mesnard est cité :
- dans le roman de  Patrick Chalmeau, Proxima Centauri Voyage au long cours (ISBN 9791034397693, lire en ligne), page 97
- dans le recueil d'Henri Queffélec, Les Vivres vinrent à manquer..., Presses de la Cité, janvier 1986 (ISBN 978-2-258-12500-1) en introduction au chapitre légende douarneniste
- dans le livre de Yann Queffélec, Dictionnaire amoureux de la Bretagne, Place des éditeurs, 12 mars 2020 (ISBN 978-2-259-28346-5, lire en ligne)
- dans le livre d'Yves La Prairie et Maurice Bruzek, Le nouvel homme et la mer, Mengès (Paris), 1977, 305 p. (ISBN 978-2-85620-016-2)